# Fritz Vollbracht
Fritz Vollbracht (* 29. Mai 1904 in Simmern/Hunsrück; † 27. Oktober 1979 ebd.) war ein deutscher Politiker.

## Leben und Tätigkeit
Fritz Vollbracht war ein Sohn des Hotelbesitzers Hans Vollbracht. Nach dem Besuch der Volksschule (1910–1914) und des Realgymnasiums (1914–1920) wurde er ein Jahr privat unterrichtet, bevor er im Frühjahr 1921 in die Unterprima des Realgymnasiums in Bad Kreuznach eintrat, wo er Anfang März 1923 das Abitur ablegte.
Im Sommersemester 1923 studierte Fritz Vollbracht Naturwissenschaften in Heidelberg. Im Wintersemester 1923/1924 wandte er sich dem Studium der Wirtschafts- und Sozialwissenschaften der Universität Köln zu.  Im Besonderen befasste er sich mit Betriebswirtschaft, Volkswirtschaft, Finanzwissenschaft und Wirtschaftsgeographie. In der vorlesungsfreien Zeit sammelte er praktische Erfahrungen in einem Bankbetrieb, einer Holzgroßhandlung und einer Kisten- und Möbelfabrik. Die Prüfung zum Diplomkaufmann bestand er im Sommer 1927. 1930 promovierte er dort mit einer Arbeit über Betriebswirtschaftliche Statistik im Hotel zum Dr. jur.
1932 wurde Fritz Vollbracht Teilhaber an einem Steuer- und Wirtschaftsberatungsbüro in Mainz. Nach dem Zweiten Weltkrieg fand er eine Stellung als Sachbearbeiter beim Landratsamt Simmern. 1947 wurde er als kommissarischer Bürgermeister des Amtes Simmern und 1948 als kommissarischer Stadtbürgermeister bestallt. Von 1949 bis 1966 amtierte er dann als Stadt- und Amtsbürgermeister in Simmern, wobei der Schwerpunkt bei der Arbeit auf dem Auf- und Ausbau der Stadt zur Kreisstadt lag.
Er wurde 1972 mit dem Bundesverdienstkreuz am Bande ausgezeichnet.

## Schriften
- Betriebswirtschaftliche Statistik im Hotel, 1932.